# Одиамбо, Томас
Томас Одиамбо (Thomas Risley Odhiambo; 4 февраля 1931, Момбаса — 26 мая 2003, Найроби) — кенийский энтомолог, специалист в области физиологии насекомых, а также африканский общественный деятель в области науки, почётный президент African Academy of Sciences (1999). Доктор философии, профессор, член Папской академии наук (1981), иностранный член Американского философского общества (1992).
Изучал ботанику и зоологию в университетском колледже в столице Уганды, окончив его в 1953 году. Затем три года провел в НИИ чая в Кении. После вернулся в Уганду, где занялся африканскими насекомыми. В 1959 году поступил в Кембридж, получил степени магистра и доктора философии, ученик известнейшего Винсента Уиглсуорта; утверждают, что тот даже называл Одиамбо своим лучшим учеником.
В 1965 году появилась его первая публикация в Nature.
- Член-основатель и вице-президент TWAS (1983).
- Член-основатель и председатель Кенийской национальной АН (1983).
- Член-основатель и президент African Academy of Sciences[англ.] (1985, с 1999 года почетный президент).
- Член Норвежской академии наук (1986), World Academy of Art and Science[англ.] (1989).
- Иностранный член Индийской национальной академии наук (1977), Академии сорока (1979), РАСХН (1992).
- Среди отличий: золотая Медаль ЮНЕСКО имени Альберта Эйнштейна (1991), медаль TWAS (1995).
- Почётный доктор.

Автор шести научных книг для детей.
Умер от рака печени.